# کوکر تبتی
 کوکر تبتی  (نام علمی: Syrrhaptes tibetanus) نام یک گونه از تیرهٔ کوکر است.